# 骑岭乡
骑岭乡，是中华人民共和国河南省平顶山市汝州市下辖的一个乡镇级行政单位。

## 行政区划
骑岭乡下辖以下地区：
田堂村、王堂村、大张村、北安庄村、安洼村、小陈村、王庄村、河坡村、山王寨村、马庙村、东坡村、雪窑村、黄庄村和范集村。